# Les Premiers Sapins
Les Premiers Sapins ist eine französische Gemeinde mit 1.576 Einwohnern (Stand: 1. Januar 2022) im Département Doubs in der Region Bourgogne-Franche-Comté. Sie gehört zum Kanton Valdahon im Arrondissement Pontarlier. Sie entstand als Commune nouvelle mit Wirkung vom 1. Januar 2016 durch die Fusion aller bisher im Gemeindeverband Communauté de communes des Premiers Sapins vertretenen Gemeinden Nods, Athose, Chasnans, Hautepierre-le-Châtelet, Rantechaux und Vanclans. Der Hauptort (Chef-lieu) ist Nods.

## Gliederung
| Ortsteil                | ehemaliger INSEE-Code | Fläche (km²) | Höhenlage (m) | Einwohnerzahl (2019) | Dichte (Einw. je km²) |
| ----------------------- | --------------------- | ------------ | ------------- | -------------------- | --------------------- |
| Athose                  | 25028                 | 07,63        | 540–882       | 205                  | 26,9                  |
| Chasnans                | 25128                 | 07,87        | 648–910       | 271                  | 34,4                  |
| Hautepierre-le-Châtelet | 25302                 | 09,61        | 710–903       | 107                  | 11,1                  |
| Nods (Verwaltungssitz)  | 25424                 | 11,78        | 677–950       | 567                  | 48,1                  |
| Rantechaux              | 25480                 | 05,71        | 718–863       | 181                  | 31,7                  |
| Vanclans                | 25585                 | 09,60        | 690–978       | 213                  | 22,2                  |

## Geografie
Nachbargemeinden sind Vernierfontaine im Nordwesten, Étray und Épenoy im Norden, Passonfontaine und Arc-sous-Cicon im Osten, Aubonne im Südosten, Mouthier-Haute-Pierre im Süden, Lods im Südwesten und Lavans-Vuillafans im Westen.